# Parungsari (Sajira)
Parungsari is een bestuurslaag in het regentschap Lebak van de provincie Banten, Indonesië. Parungsari telt 3861 inwoners (volkstelling 2010).